# Landhaus Prölls

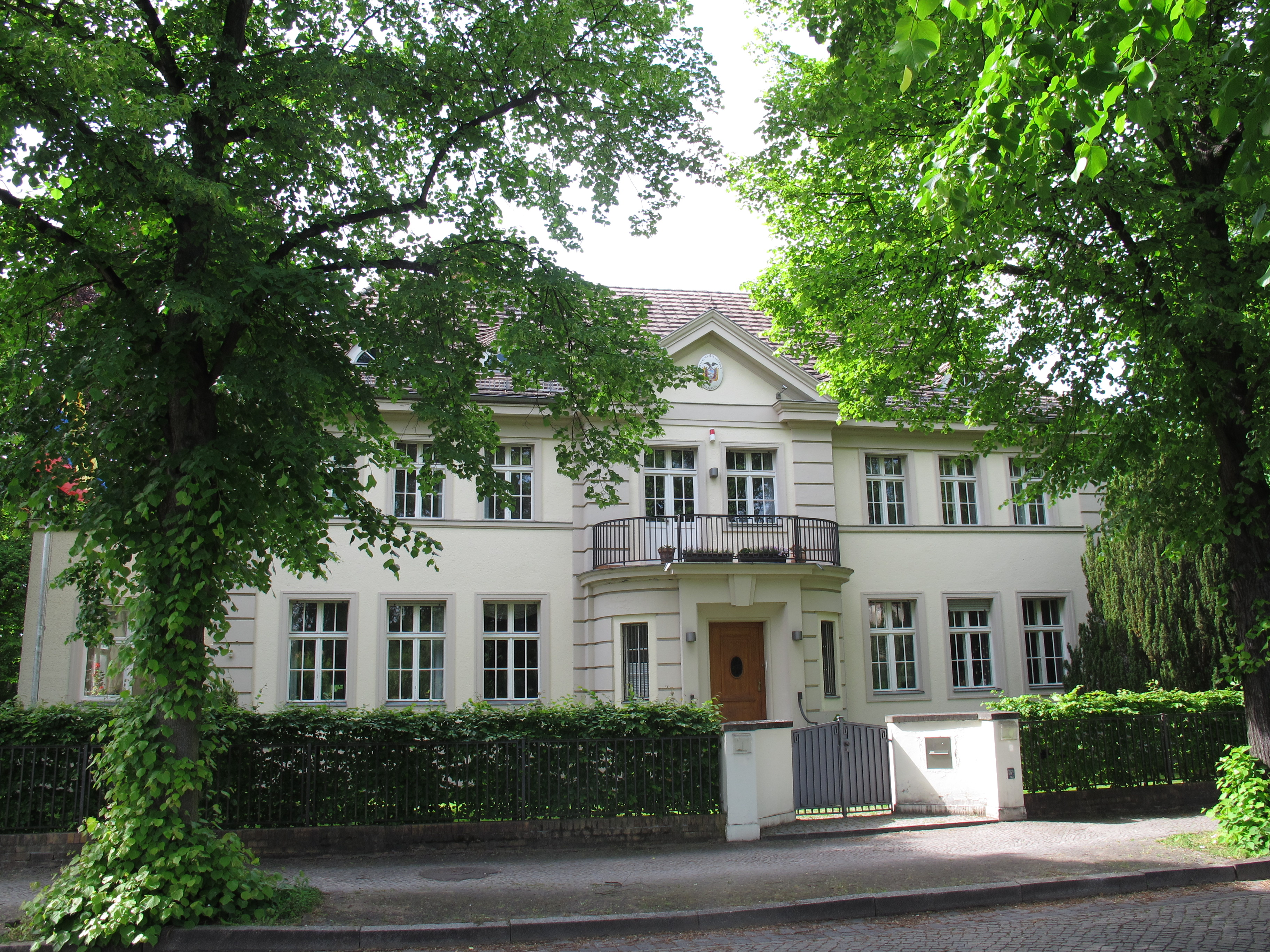
Villa Seestraße 41/42, Straßenseite (2014)

Das Landhaus Prölls liegt im Potsdamer Stadtteil Berliner Vorstadt an der Seestraße 41/42, wurde 1926 errichtet und liegt am Ostufer des Heiligen Sees. Das Gebäude steht mit Resten der Einfriedung als Baudenkmal unter Denkmalschutz und dient seit 2001 als Residenz des Botschafters von Ecuador.

## Geschichte
Die Villa entstand als Landhaus für den Bauherrn Adalbert Wilhelm Prölß, (auch Prölss, Proehls) den damaligen Aufbauleiter und späteren Leiter der Agfa-Filmfabrik in Wolfen, nach einem Entwurf des Architekten Paul Karchow. Prölls hatte das Grundstück 1925 erworben. Das Gebäude ist ein zweistöckiger verputzter Ziegelbau mit klassischen Stilelementen und einem Walmdach.
1954 wurde in der Villa nach einem Beschluss des Rats des Bezirks Potsdam das „Haus der Lehrer“, ein Kulturhaus der Gewerkschaft Unterricht und Erziehung im FDGB, eingerichtet. 1958 bezog an Stelle der – nun in das Haus Seestraße 45 umziehenden – Einrichtung die als La Mission Militaire Francaise de Liaison (MMFL) firmierende französische Militärverbindungsmission in der vormaligen Sowjetischen Besatzungszone das Anwesen, nachdem ihr vorheriger Standort in der Geschwister-Scholl-Straße sich in Folge eines Anschlags auf die britische Militärmission im Juli 1958 als zu unsicher herausgestellt hatte. Das Nachbarhaus Seestraße 40 wurde als Wohnhaus der Militärmission genutzt. Sie war noch bis zu ihrer Auflösung im Juni 1990 in Folge der Wiedervereinigung in der Villa ansässig.
2000/01 richtete die Republik Ecuador in Folge der Verlegung des Regierungssitzes von Bonn nach Berlin (1999) in dem Anwesen die Residenz ihrer Botschaft, den Wohnsitz ihres Botschafters in der Bundesrepublik Deutschland ein. Dazu erfolgten Instandsetzungsarbeiten sowie Innenumbauten, im Wesentlichen der Ein- und Umbau von Bädern. Die Villa verfügt über ein Gästezimmer, in dem sich die bauzeitlichen Einbauten erhalten haben. Sie ist eine von wenigen in Potsdam angesiedelten Standorten diplomatischer Vertretungen. 2002 wurde das Gebäude unter Denkmalschutz gestellt.